# Kamilla Rytter Juhl
Kamilla Rytter Juhl, född den 23 november 1983, är en dansk badmintonspelare som haft internationella framgångar från senare delen av 2000-talet och framåt. 2006 vann hon Europamästerskapen i badminton, mixad dubbel, tillsammans med sin tävlingspartner Thomas Laybourn. I samma tävling vann hon också en bronsmedalj i damernas dubbel med Lena Frier Kristiansen. 2006 ställde hon också upp i IBF World Championships i mixad dubbel med Thomas Laybourn, och de slogs där ut i kvartsfinalen. I augusti 2009 vann hon BWF World Championships, också med Laybourn. I finalen mötte de Nova Widianto och Lilyana Natsir från Indonesien. Hon tog en silvermedalj i damdubbel vid olympiska sommarspelen 2016 tillsammans med Christinna Pedersen.

## Resultat
- Uber Cup
  - 3:a (1): 2004

- Irish International
  - Runners-up (1): 2004 (XD med Rasmus Mangor Andersen)

- Dutch Open
  - Winners (3): 2004 (XD med Thomas Laybourn & WD with Lena Frier Kristiansen), 2008 (WD with Lena Frier Kristiansen)

- All England
  - Runners-up (1): 2005 (XD med Thomas Laybourn)

- Thailand Open
  - Runners-up (1): 2005 (XD med Thomas Laybourn)
  - 3:a (2): 2006 (XD med Thomas Laybourn & WD med Lena Frier Kristiansen)

- Sudirman Cup
  - 3:a (1): 2005

- Malaysia Open
  - Kvartsfinal (1): 2005 (XD med Thomas Laybourn)

- Danska öppna
  - Winners (1): 2005  (XD med Thomas Laybourn)
  - Runners-up (2): 2006 (XD med Thomas Laybourn), 2008 (XD med Thomas Laybourn)
  - 3rd placed (1): 2006 (WD med Lena Frier Kristiansen)

- European Mixed Team Badminton Championships
  - Winners (2): 2006, 2008

- Europamästerskapen
  - Vinnare (2): Europamästerskapen (XD with Thomas Laybourn), 2008 (WD med Lena Frier Kristiansen)
  - 3:a (1): Europamästerskapen (WD med Lena Frier Kristiansen)

- Macau Open
  - Vinnare (1): 2006 (XD with Thomas Laybourn)
  - 3:a (1): 2006 (WD med Lena Frier Kristiansen)

- Korea Open
  - Runners-up (1): 2007 (XD med Thomas Laybourn)
  - 3:a (1): 2006 (XD med Thomas Laybourn)

- Copenhagen Masters
  - Vinnare (1): 2006 (XD med Thomas Laybourn)

- Japan Open
  - 3:a (1): 2007 (XD med Thomas Laybourn)

- Taiwan Open
  - Runners-up (1): 2007 (XD med Thomas Laybourn)

- French Open
  - 3:a (1): 2007 (XD med Thomas Laybourn)

- Finnish International
  - Vinnare (1): 2008 (WD with Lena Frier Kristiansen)

- Indonesia Open
  - Runners-up (1): 2008 (XD med Thomas Laybourn)

- China Open
  - 3:a (1): 2008 (XD med Thomas Laybourn)

- Hong Kong Open
  - 3:a (1): 2008 (XD med Thomas Laybourn)

- BWF Super Series Masters Finals
  - Vinnare (1): 2008 (XD med Thomas Laybourn)